# Michel Spanneut
Michel Henri Cornil Spanneut (Steenvoorde, 6 november 1919 – Lomme, 28 april 2014) was een Franse priester en theoloog. Hij wijdde een groot deel van zijn leven aan de studie van het stoïcisme in de christelijke wereld, te beginnen met zijn proefschrift getiteld Le stoïcisme des Pères de l'Église de Clément de Rome à Clément d'Alexandrie in 1956.

## Biografie
Hij was de jongste zoon van een landbouwersfamilie, waarvan de familieboerderij gelegen was aan de Chemin du Laboureur bij het 'Beauvoorde Busch', op 5 kilometer van de stad Steenvoorde (gemeente), 
Michel Spanneut ging op 7-jarige leeftijd naar de openbare lagere school. Het Vlaams dialect dat destijds in deze streek van Frans-Vlaanderen werd gesproken, was zijn moedertaal. Hij leerde Frans van zijn leraar, met wie hij zijn leven lang contact bleef houden. Op 12-jarige leeftijd behaalde hij het einddiploma en ging vervolgens naar het 'Petit Séminaire' in Hazebroek om zijn studie voort te zetten.
Michel Spanneut studeerde theologie aan de Katholieke Universiteit van Rijsel vanaf 1938. Hij werd tot priester gewijd op 28 mei 1944. 
In 1946 promoveerde hij tot doctor in de theologie. In 1954 verdedigde hij zijn proefschrift Le stoïcisme des pères de l'Église de Clément de Rome à Clément d'Alexandrie onder leiding van Henri-Irénée Marrou. In 1956 promoveerde hij, met unanieme instemming van de jury, aan de Sorbonne te Parijs in de letteren.
Hij doceerde van 1955 tot 1989 oude letteren aan de Katholieke Universiteit van Rijsel en werd in 1965 decaan van de 'Faculté des lettres et sciences humaines de l'université catholique de Lille'.
Hij ontving de prijs Verly Lecoutre de Beauvais van de Société des Sciences, de l'Agriculture et des Arts (Rijssel).
Hij ontving ook de Th. Reinach-prijs van de Société de l'Éducation des études grecques (Parijs).
- Biblioteca Nacional de España: XX1127537
- Bibliothèque nationale de France: cb12155717h (data)
- Digitale Bibliotheek voor de Nederlandse Letteren: span033
- Gemeinsame Normdatei: 122071158
- International Standard Name Identifier: 0000 0001 2140 9970
- Library of Congress Control Number: n95083758
- Nationale Bibliotheek van Israël: 987007304046205171
- Nederlandse Thesaurus van Auteursnamen: 067972535
- Système universitaire de documentation: 030065984
- Trove: 980922
- Virtual International Authority File: 79067909
- WorldCat: E39PBJbWxCvPwJycfrDW84XyBP